# Italië op het Eurovisiesongfestival 2022
Italië nam deel aan het Eurovisiesongfestival 2022, dat gehouden wordt in eigen land, in Turijn. Het was de 48ste deelname van het land aan het Eurovisiesongfestival. De RAI was verantwoordelijk voor de Italiaanse bijdrage voor de editie van 2022.

## Selectieprocedure
Italië gaf net als de voorgaande jaren de winnaar van het Festival van San Remo de mogelijkheid om naar het Eurovisiesongfestival te gaan. Indien de winnaar van het festival afzag van de optie om Italië te vertegenwoordigen, had de RAI de mogelijkheid om zelf een kandidaat te selecteren.
Het Festival van San Remo 2022 liep van 1 tot en met 5 februari 2021. Alle 25 kandidaten in de hoofdcategorie kwamen elke avond aan bod. Tijdens de finale werd een top drie samengesteld door het grote publiek (de televoting), de persjury, en de demoscopische jury. Elk van deze groepen verdeelden een kwart van de punten. In vergelijking met vorig jaar stemde het orkest niet mee. 
De superfinale werd uiteindelijk gewonnen door topfavorieten Alessandro Mahmoud & Blanco met het lied Brividi. De groep stemde ermee in om Italië te vertegenwoordigen op het Eurovisiesongfestival 2022.

## Festival van San Remo 2022

### Superfinale
| Plaats | Artiest          | Lied                | Demoscopische jury (33%) | Persjury (33%) | Publiek (34%) | Totaal |
| ------ | ---------------- | ------------------- | ------------------------ | -------------- | ------------- | ------ |
| 1      | Mahmood & Blanco | Brividi             | 1ste                     | 1ste           | 54,26%        | 51,77% |
| 2      | Elisa            | O forse sei tu      | 2de                      | 2de            | 21,95%        | 26,33% |
| 3      | Gianni Morandi   | Apri tutte le porte | 3de                      | 3de            | 23,79%        | 21,90% |

## In Turijn
Als lid van de vijf grote Eurovisielanden, en doordat het land gastheer is, mocht Italië meteen naar de finale, die gehouden werd op zaterdag 14 mei 2022. Italië trad aan als negende van de vijfentwintig landen. Uiteindelijk haalden Mahmood & Blanco een zesde plaats met 268 punten. Het was een lange tijd geleden dat Italië meer punten kreeg van de jury's (158), dan van de kijkers thuis (110) Het was de vijfde keer op rij dat het land de top 10 wist te halen.
1956 · 1957 · 1958 · 1959 · 1960 · 1961 · 1962 · 1963 · 1964 · 1965 · 1966 · 1967 · 1968 · 1969 · 1970 · 1971 · 1972 · 1973 · 1974 · 1975 · 1976 · 1977 · 1978 · 1979 · 1980 · 1981-1982 · 1983 · 1984 · 1985 · 1986 · 1987 · 1988 · 1989 · 1990 · 1991 · 1992 · 1993 · 1994-1996 · 1997 · 1998-2010 · 2011 · 2012 · 2013 · 2014 · 2015 · 2016 · 2017 · 2018 · 2019 · 2020 · 2021 · 2022 · 2023 · 2024 · 2025
Albanië · Armenië · Australië · Azerbeidzjan · België · Bulgarije · Cyprus · Denemarken · Duitsland · Estland · Finland · Frankrijk · Georgië · Griekenland · Ierland · IJsland · Israël · Italië · Kroatië · Letland · Litouwen · Malta · Moldavië · Montenegro · Nederland · Noord-Macedonië · Noorwegen · Oekraïne · Oostenrijk · Polen · Portugal · Roemenië · San Marino · Servië · Slovenië · Spanje · Tsjechië · Verenigd Koninkrijk · Zweden · Zwitserland